# Исследования по этнометодологии
Исследования по этнометодологии (англ. Studies in ethnomethodology, 1967) — программная работа Г. Гарфинкеля, в которой были совмещены этнографические методы изучения архаичных культур и социологические подходы к исследованию современных обществ.
Книга была издана в 1967 году и долгое время не переводилась на другие языки. По свидетельству автора, работа над ней велась в течение 12 лет и во многом была обязана трудам Т. Парсонса, А. Шюца, А. Гурвича и Э. Гуссерля.

## Содержание
Книга является собранием разных исследований и статей, предметом которых выступают различные социальные ситуации, такие как суд присяжных, процедура смены пола, создание отчёта о причинах самоубийств и т. д.
- Глава 1. Что такое этнометодология?
- Глава 2. Изучение рутинных основ повседневных действий
- Глава 3. Знание социальных структур, основанное на здравом смысле: документальный метод интерпретации в непрофессиональном и профессиональном поиске фактов.
- Глава 4.Некоторые правила принятия решений, которые соблюдают присяжные.
- Глава 5. Переход и достижение полового статуса индивидом с «межполовой» принадлежностью. Часть 1.
- Глава 6. «Хорошие» организационные основания «плохой» клинической документации"
- Глава 7. Методологическая адекватность в количественном исследовании отбора и его критериев в амбулаторной психиатрической клинике
- Приложение 1. Метод использования хи-квадрата для оценки данных, содержащих условные частоты
- Приложение 2. Выбор между правилом 1 и правилом 2
- Глава 8. Рациональные свойства научной и обыденной деятельности

## Глава IV. Присяжные
Четвёртая глава посвящена исследованию того, как принимаются решения в жюри присяжных. В ней рассматриваются следующие характерные для этнометодологии вопросы:
Во-первых, на какие инструкции и правила опирается присяжный? От кого он их получает? Изучая этот вопрос, Гарфинкель ориентируется только на то, о чём как об инструкциях говорят сами присяжные. Последние соединяют в этих нормативах то, о чём узнали из специальных учебников, то, что получили в качестве официальных инструкций в суде, то, что узнали от других присяжных, от работников суда, от своих родственников и т. д. Среди этих положений оказались утверждения такого рода, как: выбор хорошего присяжного не зависит от симпатии; для хорошего присяжного нет иных оснований принять решение, кроме закона и доказательства; хороший присяжный должен отстраниться от личных предпочтений и предрассудков, от всего, что связано с субъективной позицией; хороший присяжный должен воздержаться от тех правил и формул, которыми пользуется для разрешения повседневных ситуаций и т. д.
Во-вторых, как присяжный меняет свои обыденные правила принятия решений? В ходе исследования Гарфинкель пришёл к выводу о том, что «манера принятия решений изменялась не более чем на 5 %». Эти пять процентов связаны с тем, что, в отличие от повседневной обстановки, индивид оказывается поставлен перед необходимостью создавать «массив» данных, касающихся дела, давать развёрнутое «определение ситуации» ради самого определения, поскольку именно это требуется от него по правилам судебного процесса. При этом, присяжный испытывает определённое воздействие со стороны судьи и других служащих, которые обязывают его действовать в соответствии с «официальной линией». Однако, на деле, присяжный сталкивается с тем, что в ситуации, в которой он должен рассматривать дело только с теоретическим интересом, спорящие стороны (адвокат и прокурор) относятся к тому же делу со всей серьёзностью и своими действиями превращают простые вещи (факт вреда или его отсутствие) в крайне неоднозначные и противоречивые конструкции, относительно которых оказывается невозможным быстро прийти к логически однозначным выводам. Поскольку решение принимается коллегиальным путём, то в определение ситуации начинает входить так же и множество позиций (по поводу представленных фактов и доказательств), которые высказывают другие участники. В результате этого, в альтернативе — использовать правила повседневного принятия решений или заменить их на официальную линию поведения присяжных — участники жюри, согласно наблюдениям Гарфинкеля, выбирают первый вариант. Дело в том, что официальные правила «учитываются наряду и одновременно с правилами повседневной жизни», что, в свою очередь, делает условия выбора нечёткими.
Повседневные правила занимают основное место в процессе выбора вследствие того, что ситуация, в которую включается индивид, начинает превосходить данные на её счёт инструкции. Последние становятся для неё слишком абстрактными. В случае присяжных, инструкции не могут учесть большого числа моментов, например, того, что присяжный должен вынести решение тогда, когда картина ещё кажется ему противоречивой и неоднозначной; того, что он вынужден оставлять часть сомнения при себе, поскольку обсуждение проходит в напряженной обстановке, где дополнительное сомнение может показаться ему неуместным, излишним, усложняющим дело и т. д. и т. п. То есть, по заключению Гарфинкеля, усложнённость ситуации приводит к тому, что её участнику приходится использовать обыденные правила, даже если он убеждён, что этого не делает.
В третьих, каким образом присяжный интерпретирует своё решение? Данные, полученные интервьюерами, показали, что хотя участники жюри, на деле, пользуются повседневными правилами и выносят решение на неизвестном для них основании (из-за неопределенности ситуации), они, тем не менее, задним числом интерпретировали весь этот процесс как подотчётный официальной линии, то есть ретроспективно изобретали смысл собственных решений, подводя их под официальные правила.
Таким образом, в данном исследовании был показан процесс, в котором ретроспективное истолкование ситуации, создание представления о ней задним числом, интегрирует ситуацию, вводит в неё структуру и придаёт решениям однозначность.